# Ammotrypane aulopygos
Ammotrypane aulopygos är en ringmaskart som först beskrevs av Grube 1866.  Ammotrypane aulopygos ingår i släktet Ammotrypane och familjen Opheliidae. Inga underarter finns listade i Catalogue of Life.